# Acraea rudolphina
Acraea rudolphina är en fjärilsart som beskrevs av Herbst 1792. Acraea rudolphina ingår i släktet Acraea och familjen praktfjärilar. Inga underarter finns listade i Catalogue of Life.